# 西利柏提 (伊利諾伊州)
西利柏提（英語：West Liberty）是位於美國伊利諾伊州傑斯帕縣的一個非建制地區。該地的面積和人口皆未知。

## 地理
西利柏提的座標為38°51′52″N 88°05′04″W / 38.86444°N 88.08444°W，而該地的平均海拔高度為147米（即482英尺）。